# Zona carstică Măgura - Nucșoara
Zona carstică Măgura - Nucșoara este o arie protejată de interes național ce corespunde categoriei a IV-a IUCN (rezervație naturală de tip geologic și peisagistic), situată în județul Argeș, pe teritoriul administrativ al comunei Nucșoara.

## Descriere
Rezervația naturală declarată arie protejată prin Hotărârea de Guvern Nr.2.151 din 30 noiembrie 2004, se află în partea sudică a Munților Făgăraș, în zona depresionară a Mușcelelor Argeșului, la poalele dealului Măgura și se întinde pe o suprafață de 15,80 hectare.
Aria naturală reprezintă o zonă depresionară deluroasă cu formațiuni carstice (formațiuni geomorfologice de tip: doline, lapiezuri, șei, ponoare), pajiști, pășuni și păduri, cu floră și faună specifice ariei subcarpatice a Meridionalilor. Pe teritoriul rezervației se află Lacul Nucșoara, un lac de acumulare cunoscurt de localnici și sub denumirea de Lacul Învârtita.